# Karla Štěpánová
Karla Štěpánová (* 13. září 1991) je česká cyklistka, bikerka. Pochází ze Zlivi. Je členkou české reprezentace v cross country.

## Sportovní kariéra
Cyklistice se začala věnovat až ve svých osmnácti letech, kdy k narozeninám dostala závodní kolo. Do té doby se často účastnila extrémních závodů v běhu (20 až 30 km s velkým převýšením), rekreačně zkoušela triatlon, má také ráda sjezdové lyžování. Klíčovou pro její další kariéru byla účast na Krakatit MTB maratonu v Dobříši v srpnu 2010, kde se seznámila s Liborem Opltem, šéfem týmu Kona Cycling Point a jejím nynějším partnerem.
Naplno s cyklistikou začala v únoru 2011 právě jako členka týmu Kona Cycling Point. Od roku 2012 jezdí závody Světového poháru. V témže roce si také odbyla premiéru na mistrovství světa MTB v kategorii do 23 let. Na ME v cross country horských kol 2014 v St. Wendelu dojela na 27. místě. Na Mistrovství republiky v cross country horských kol 2014 v Praze skončila třetí za Havlíkovou a Veselou.
V roce 2015 se stala nejlepší českou závodnicí v cross country: zvítězila v Českém poháru a stala se mistryní ČR. Jako čerstvá mistryně republiky se však vzápětí nezúčastnila Mistrovství Evropy v italském Chies D'Alpago, neboť se zřekla případné účasti už začátkem sezony, podobně jako účasti na Evropských hrách v Baku. Účastnila se i závodů světového poháru, přičemž svůj nejlepší výsledek si vyjela ve kanadském Mont-Sainte-Anne, kde skončila 19.
V rámci tréninku se od roku 2012 v zimním období věnuje také cyklokrosu. Celou cyklokrosovou sezónu absolvovala poprvé ve 2014/15 kvůli účasti na mistrovství světa v Táboře, kterou se jí nakonec podařilo skutečně vybojovat. V závodě skončila na 43. místě.

## Výsledková statistika
| ME MTB    | 2012 U23 | 2013 U23 | 2014 Elite | 2015 Elite | 2016 Elite |
| Štěpánová | —        | 15.      | 27.        | —          | 18.        |

| MS MTB    | 2012 U23 | 2013 U23 | 2014 Elite | 2015 Elite | 2016 Elite |
| Štěpánová | 20.      | 16.      | 42.        | 37.        | 20.        |

| MČR MTB   | 2011 U23 | 2012 U23 | 2013 U23 | 2014 Elite | 2015 Elite | 2016 Elite | 2017 Elite |
| Štěpánová | 7.       | 3.       | 3.       | 3.         | 1.         | 1.         | 3.         |

| MČR cyklokros | 2012/13 | 2013/14 | 2014/15 | 2015/16 |
| Štěpánová     | 4.      | 5.      | 5.      | 5.      |

| SP MTB 2012 U23 | Jižní Afrika | Belgie | Česko | Francie | Kanada | USA | Itálie |
| Štěpánová       | –            | –      | 28.   | 19.     | −      | −   | 15.    |